# Теремок (Старе Село)
«Теремок» (будинок Кондратьєвих) — пам'ятка цивільної архітектури XVIII ст., найстаріший садибний будинок Слобожанщини. Розташований у селі Старе Село Сумського району. Кам'яниця збудована у першій третині XVIII ст. і входила до складу садиби сумських полковників Кондратьєвих. У 1753 р. перебудована полковником Степаном Івановичем Кондратьєвим; поруч була збудована Миколаївська церква. Пам'ятка обстежена Г. Лукомським і С. Таранушенком у 1914 р. та досліджена й обміряна М. Цапенком у 1950-х рр.
Споруда належить до однокамерного типу будов. Дослідження М. Цапенком пам'ятки в натурі показали, що будинок був спочатку одноповерховим, з підвалом і коробовими склепіннями. У сер. XVIII ст. була прибудована ще одна камера, також з підвалом, але з плоским перекриттям. У третій прийом над усією будівлею був надбудований другий поверх. Всі ці прибудови легко розрізнити. Наприклад, рустована обробка кутів першого поверху опинилася усередині прибудованої камери. Пілястри першого і другого поверхів різнохарактерні і не збігаються.
Із західного боку будівля має вхід і два віконця першого поверху між рустованими пілястрами. На другому поверсі одне вікно закладене. Всі наличники та карнизи з дрібними сухариками характерні для стилю бароко сер. XVIII ст. Із південного боку розташовувався рундук (угорі надбудований), характерний для російських палат XVII ст. На нижньому поверсі двері з залізними стулками. У вікнах збереглися залізні ґрати. Вгорі було шість вікон, з яких одне розтесано на двері й одне — закладене. Імовірно, нижній поверх служив складом, а верхній був житловим. Загальні пропорції гармонійні.
У першій половині ХІХ ст. садиба з будинком перейшла у власність Зборомирських, а з 1860-х у власність В. І. Лихачова. Будинок використовувався як комора для зберігання зерна, було додано дерев'яні галереї до другого поверху та здійснено добудови до нижнього поверху. До 80-х років XX ст. будинок був житловим, після чого його було законсервовано. Нині знаходиться в занедбаному стані. Планується реставрація пам'ятки з відновленням комплексу Миколаївської церкви.

## Галерея

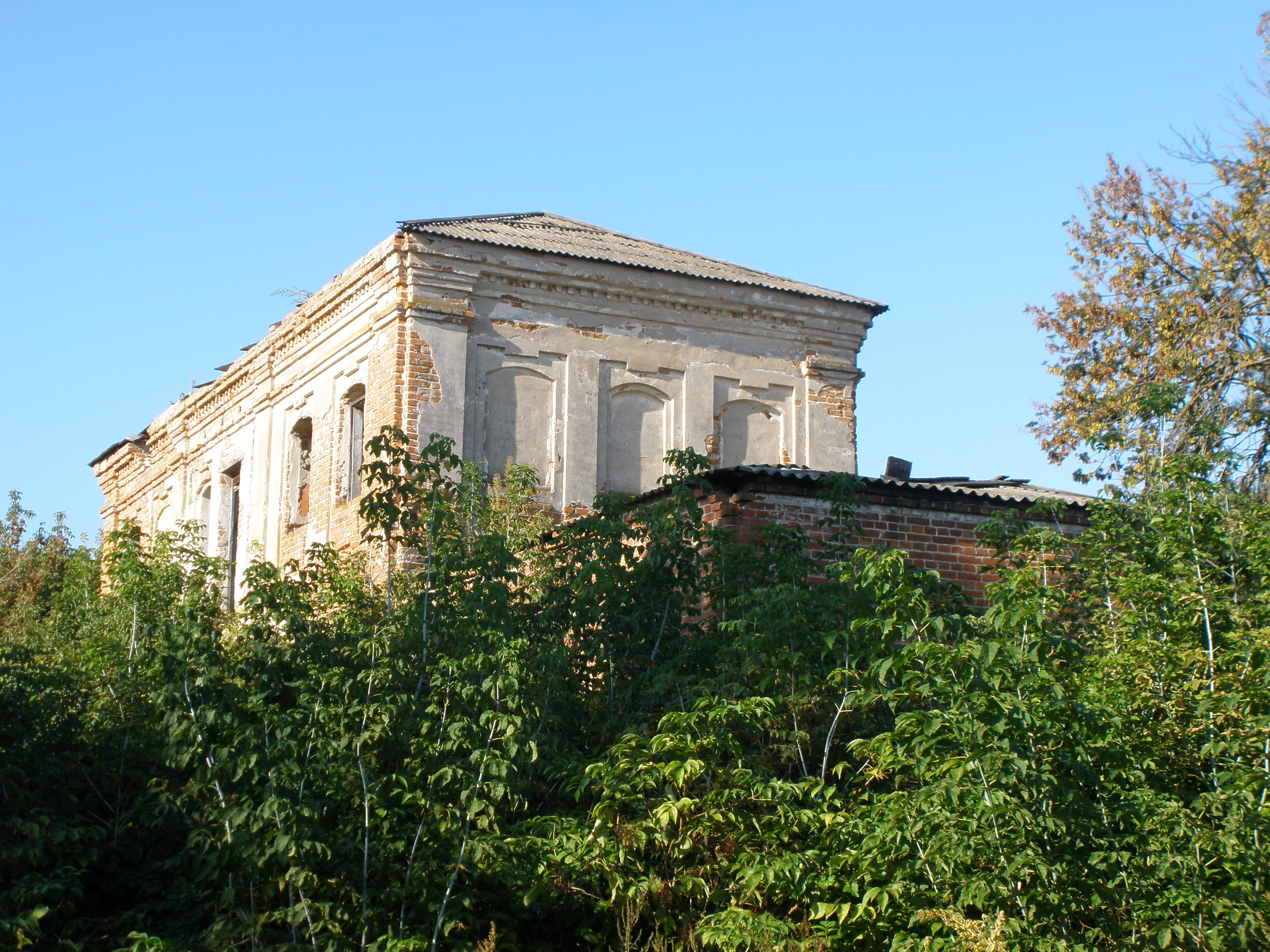
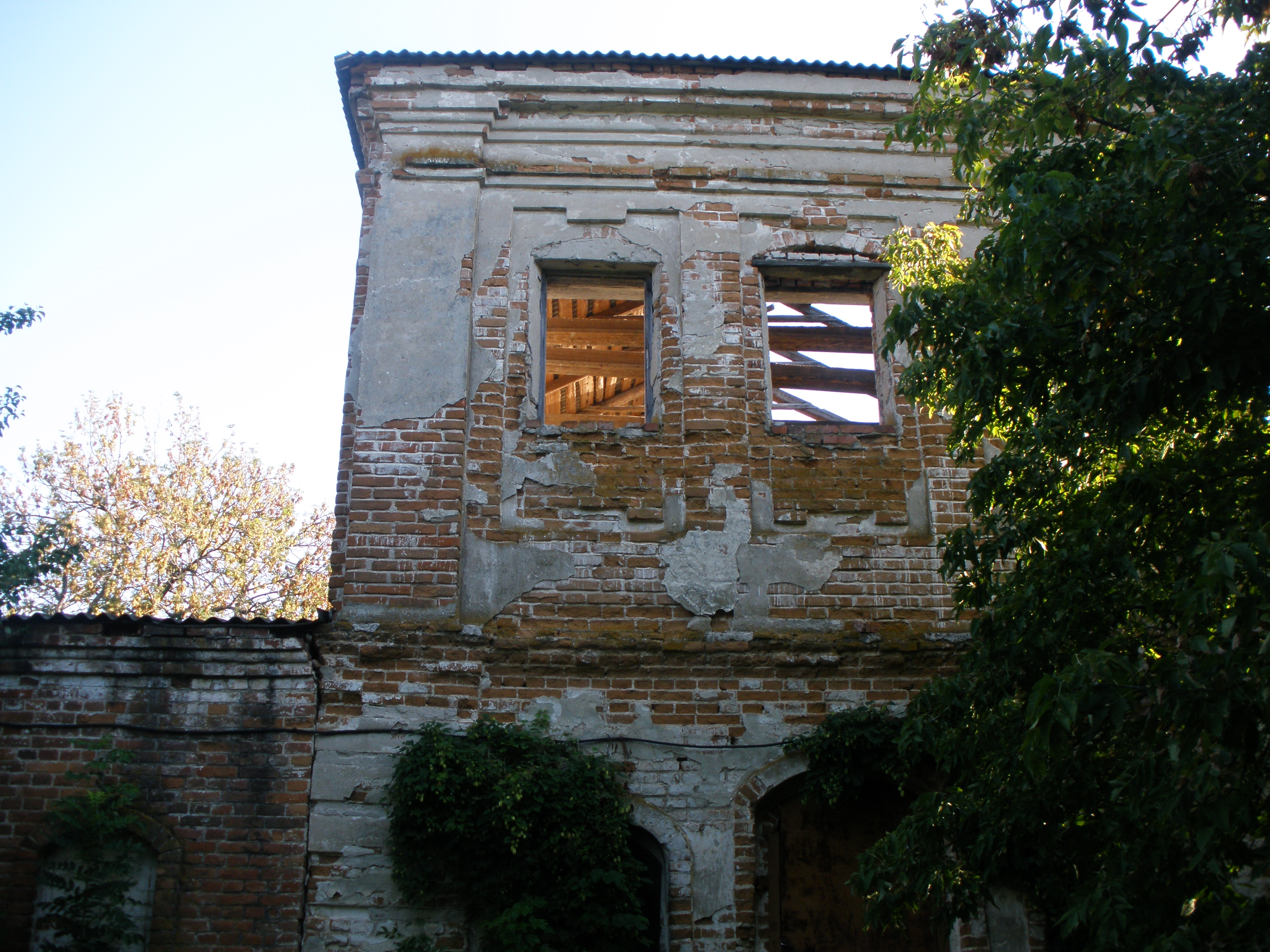
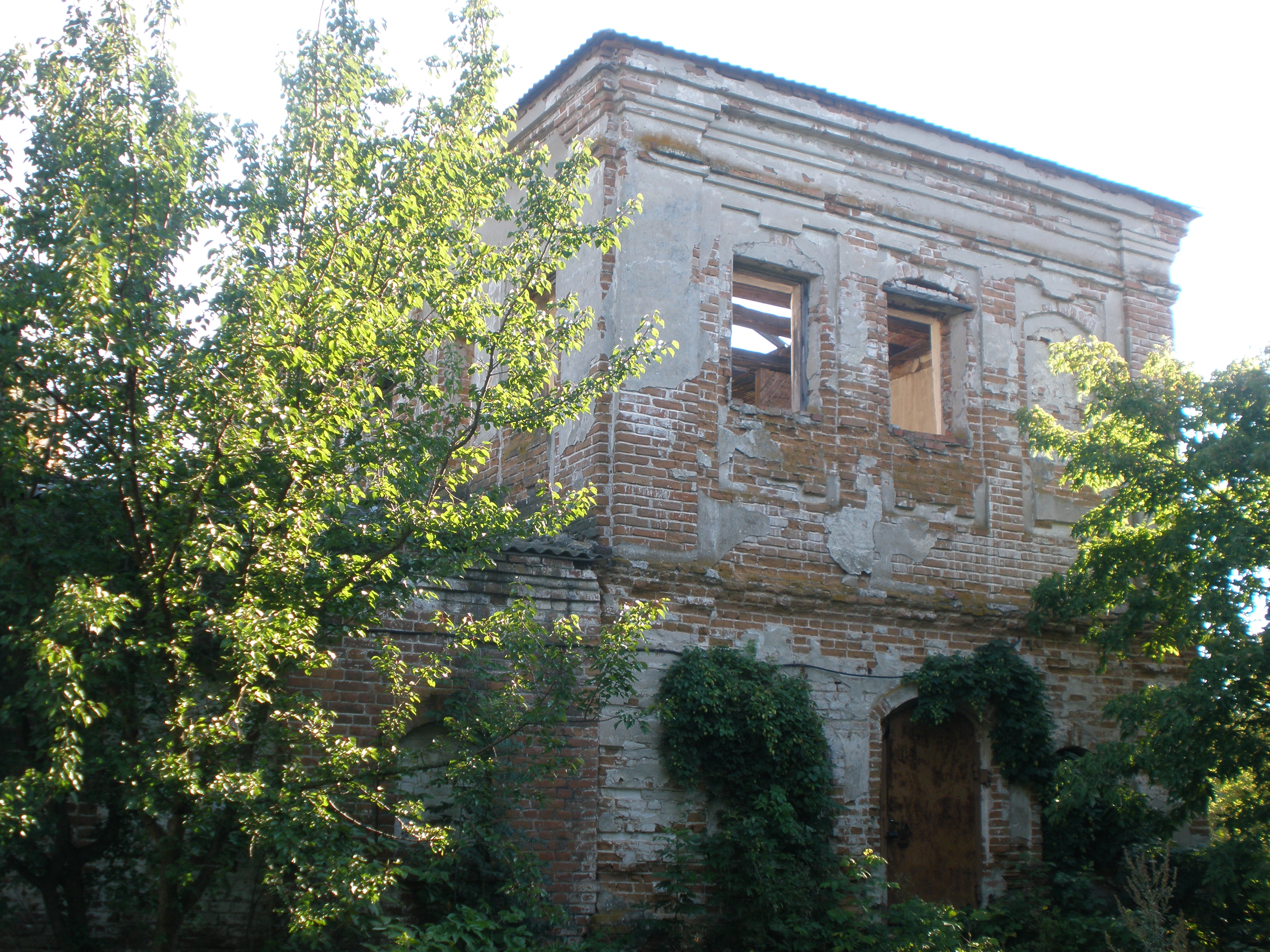
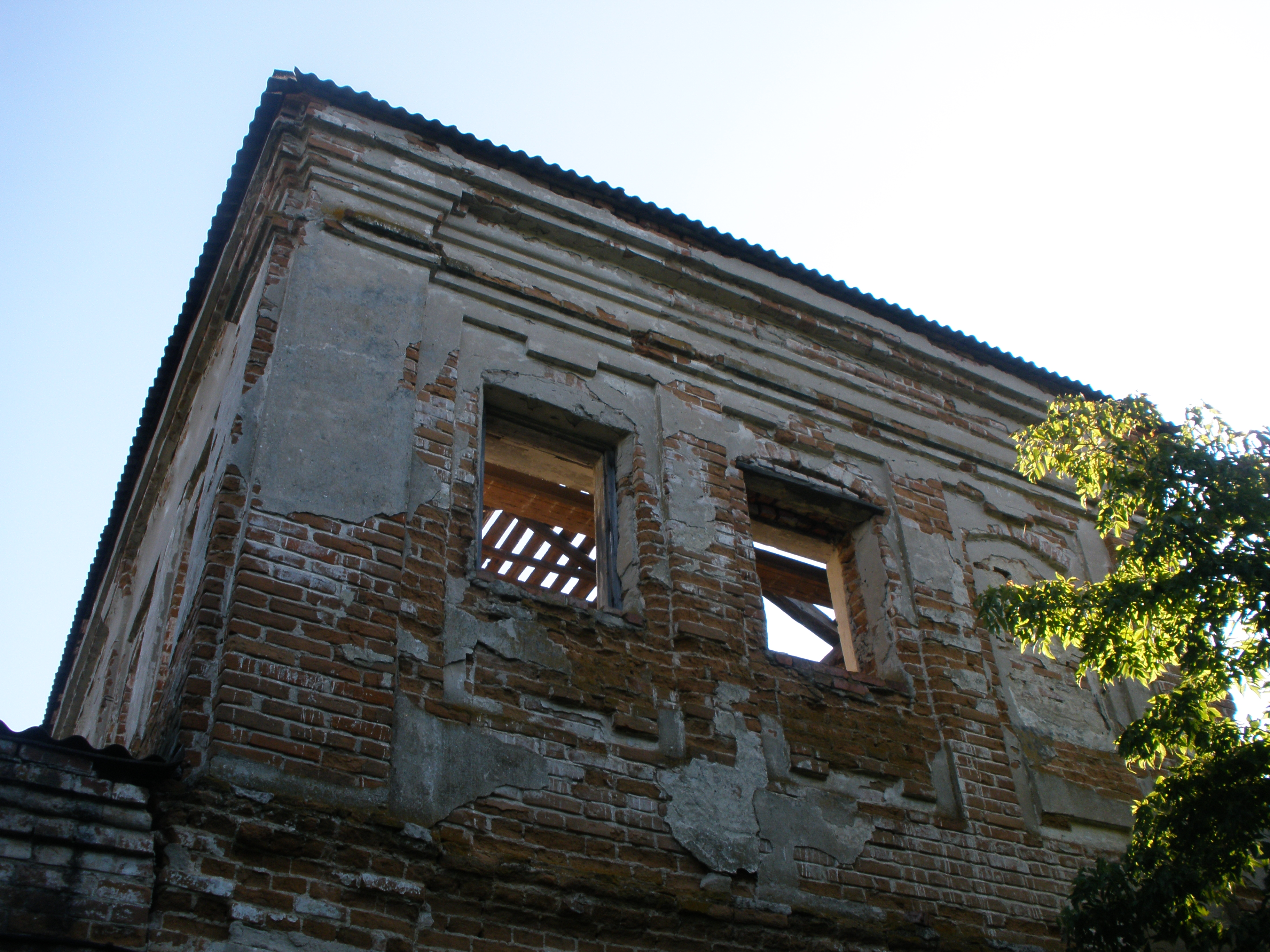
Загальний вигляд у 1914 р.
Південний фасад у 1914 р.
Західний фасад у 1914 р.
План-схема кам’яниці